# Sarcophaga pavida
Sarcophaga pavida är en tvåvingeart som först beskrevs av Samuel Wendell Williston  1896.  Sarcophaga pavida ingår i släktet Sarcophaga och familjen köttflugor. Inga underarter finns listade i Catalogue of Life.